# North American P-51 Mustang
North American Aviation P-51 Mustang là một máy bay tiêm kích một chỗ ngồi tầm xa của Hoa Kỳ được sử dụng trong Chiến tranh thế giới thứ hai và Chiến tranh Triều Tiên. Chiếc P-51 trở thành một trong những kiểu máy bay nổi tiếng và được biết đến nhiều nhất trong cuộc chiến tranh.
Được thiết kế, chế tạo và bay thử chỉ trong vòng 117 ngày, P-51 thoạt tiên phục vụ cho Không quân Hoàng gia Anh như một máy bay tiêm kích-ném bom và trinh sát, trước khi chuyển sang vai trò máy bay tiêm kích hộ tống ném bom bên trên lãnh thổ Đức, giúp duy trì ưu thế trên không của phe Đồng Minh từ đầu năm 1944. Nó cũng tham gia ở mức độ hạn chế chống lại Đế quốc Nhật Bản trên Mặt trận Thái Bình Dương. Mustang bắt đầu tham gia Chiến tranh Triều Tiên như là máy bay tiêm kích chủ yếu của lực lượng Liên Hợp Quốc, nhưng nhanh chóng được bố trí lại trong vai trò tấn công mặt đất sau khi bị vượt qua bởi những máy bay tiêm kích phản lực đời đầu. Tuy vậy, nó vẫn được giữ lại phục vụ trong một số lực lượng không quân cho đến đầu những năm 1980.
Cho dù là một máy bay có giá thành chế tạo thấp, Mustang lại là một kiểu máy bay nhanh, được chế tạo tốt và rất bền bỉ. Phiên bản cuối cùng P-51D của chiếc tiêm kích một chỗ ngồi này được trang bị động cơ 12 xy-lanh Packard V-1650-3, có siêu tăng áp hai tầng hai tốc độ, một phiên bản do Packard chế tạo của kiểu động cơ Rolls-Royce Merlin huyền thoại, và trang bị sáu súng máy M2 Browning 12,7 mm (0,50 in).
Sau Thế Chiến II và Chiến tranh Triều Tiên, nhiều chiếc Mustang được chuyển sang sử dụng dân sự, đặc biệt là trong các cuộc đua hàng không. Danh tiếng Mustang đạt đến mức mà vào giữa thập niên 1960, nhà thiết kế John Najjar của hãng xe Ford đã đề nghị cái tên máy bay tiêm kích đó cho mẫu xe thể thao Ford Mustang.

### Nguồn gốc

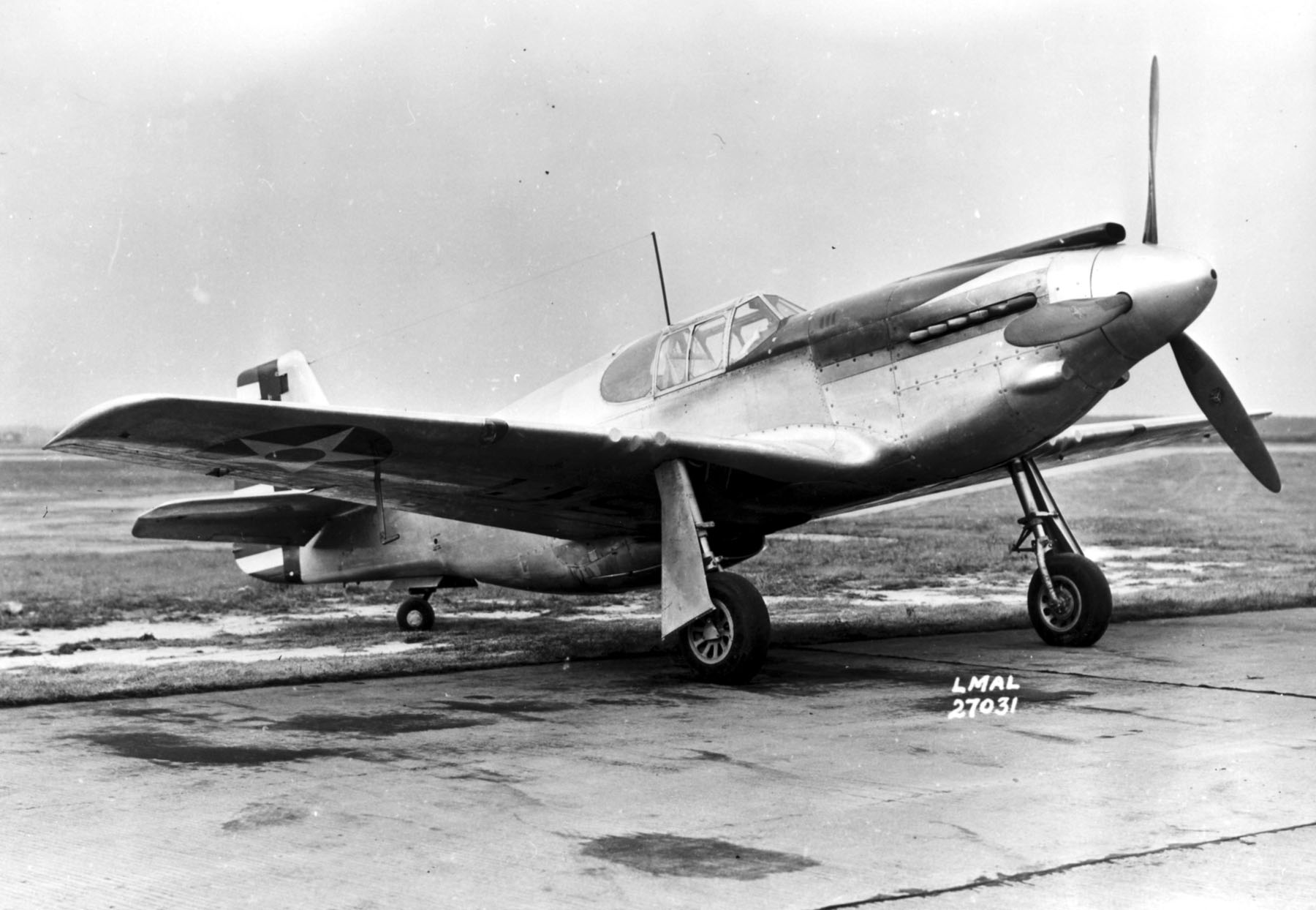
Chiếc nguyên mẫu XP-51 số hiệu 41-039

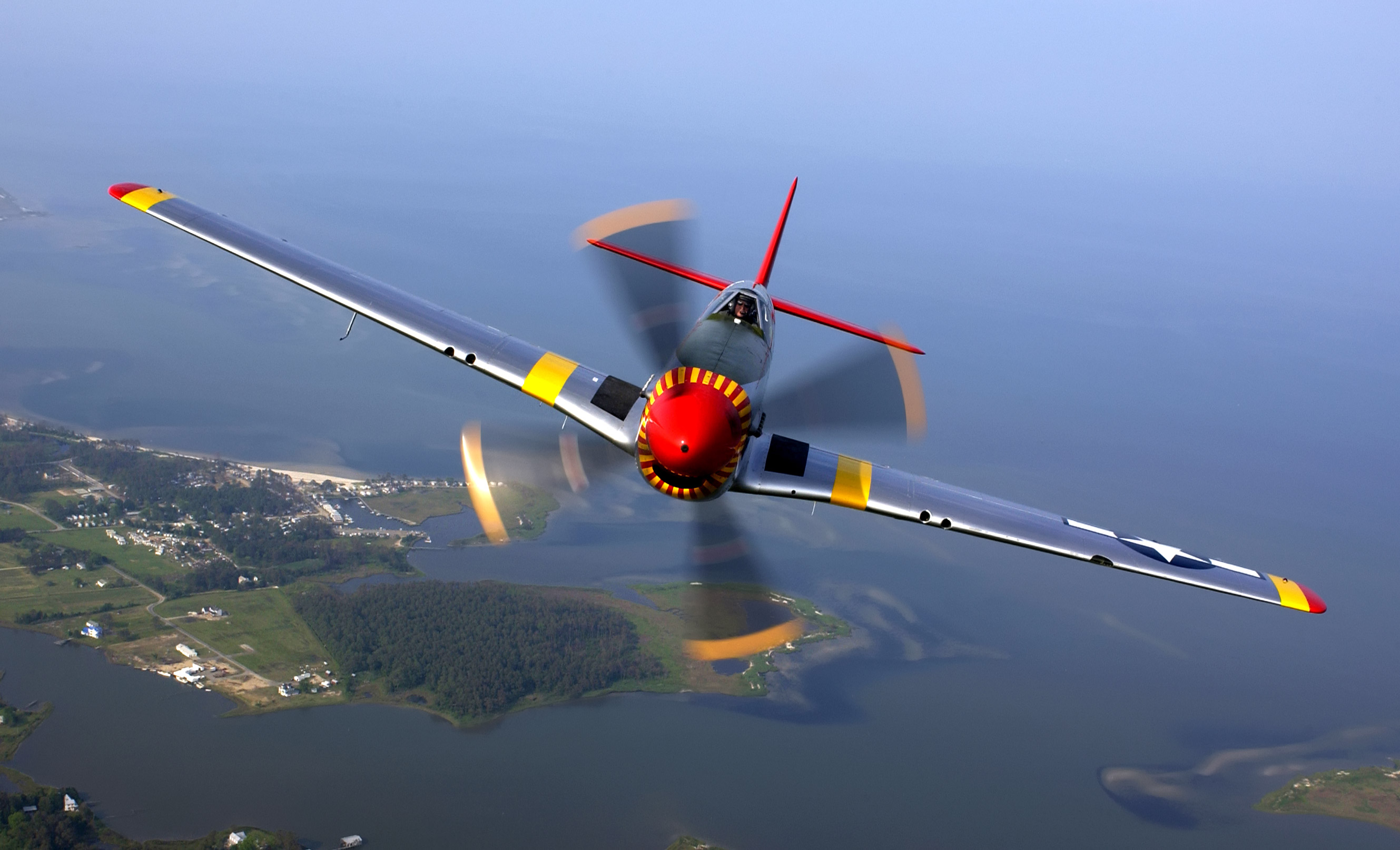
P-51 trình diễn tại cuộc Thao diễn Hàng không Virginia

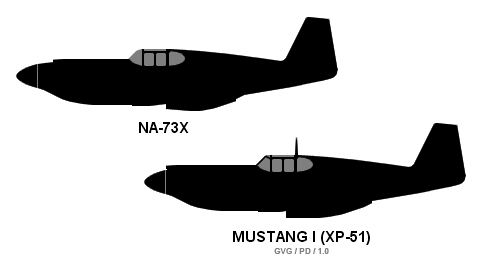
Sơ đồ NA-73X và XP-51 (Mustang I)

### Mustang gắn động cơ Allison

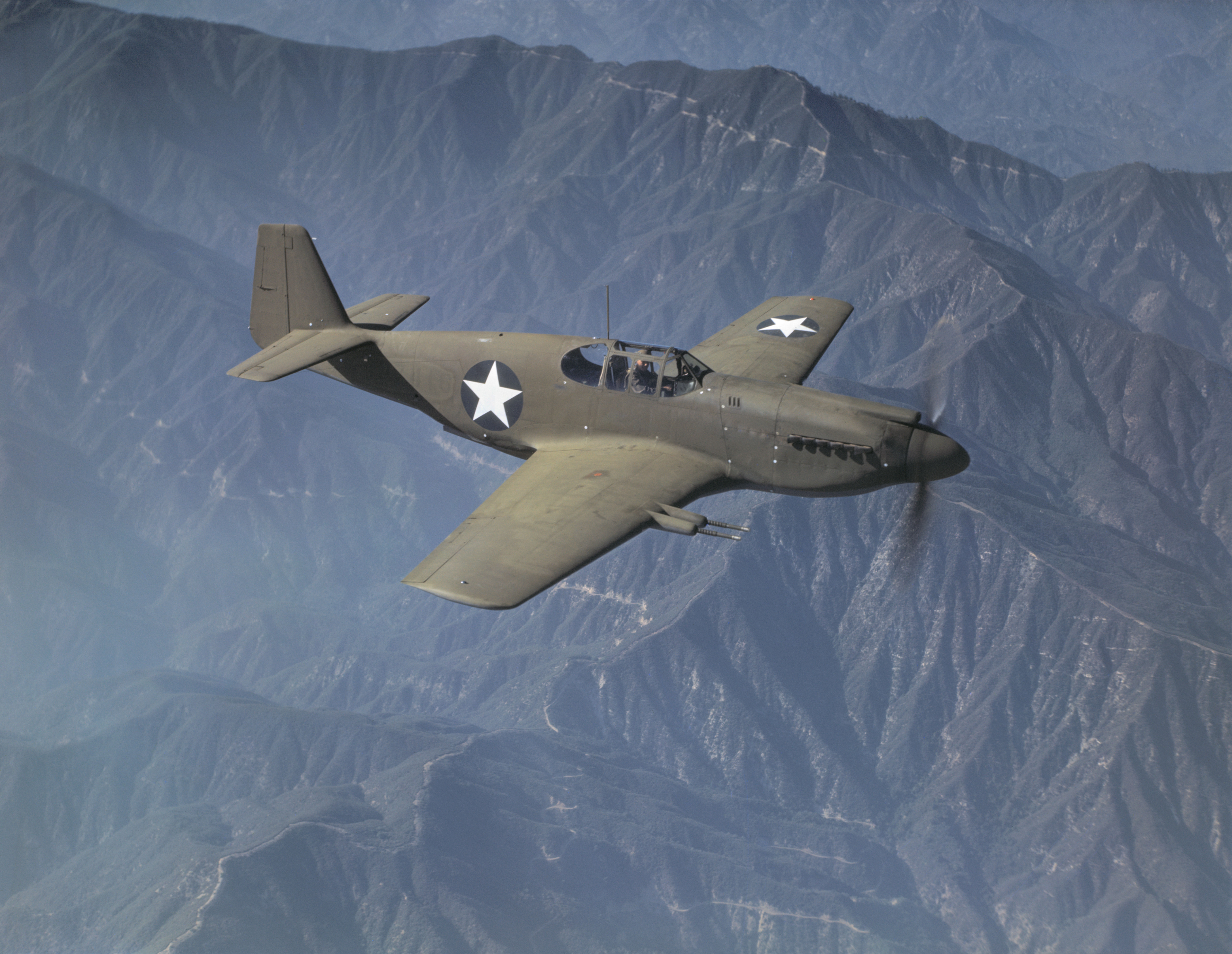
Chiếc P-51 Mustang đời đầu đang bay thử nghiệm. Lưu ý bốn khẩu pháo 20 mm gắn trên cánh.

#### Mustang I/P-51/P-51A

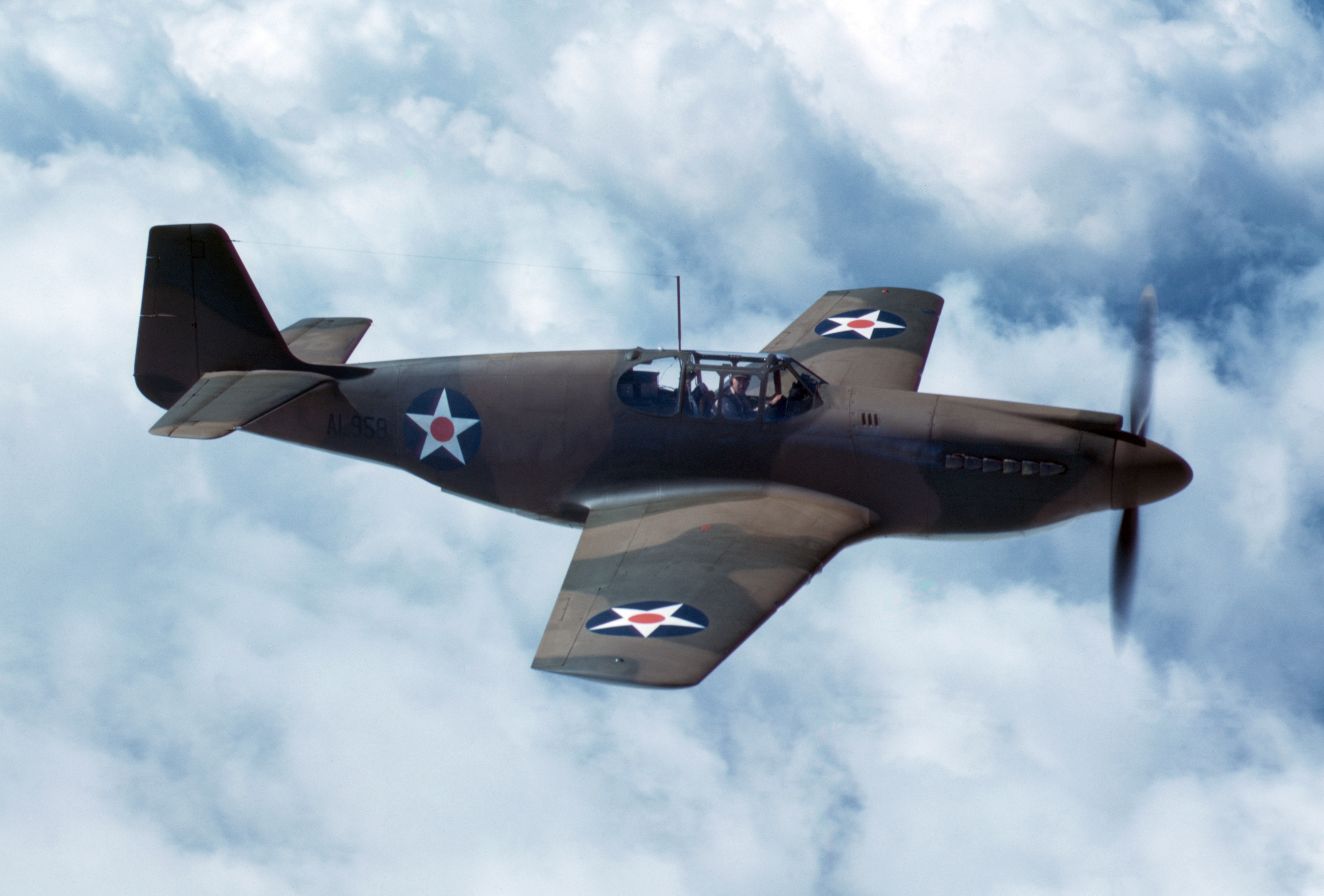
P-51 trang bị động cơ Allison đời đầu, tháng 10 năm 1942.

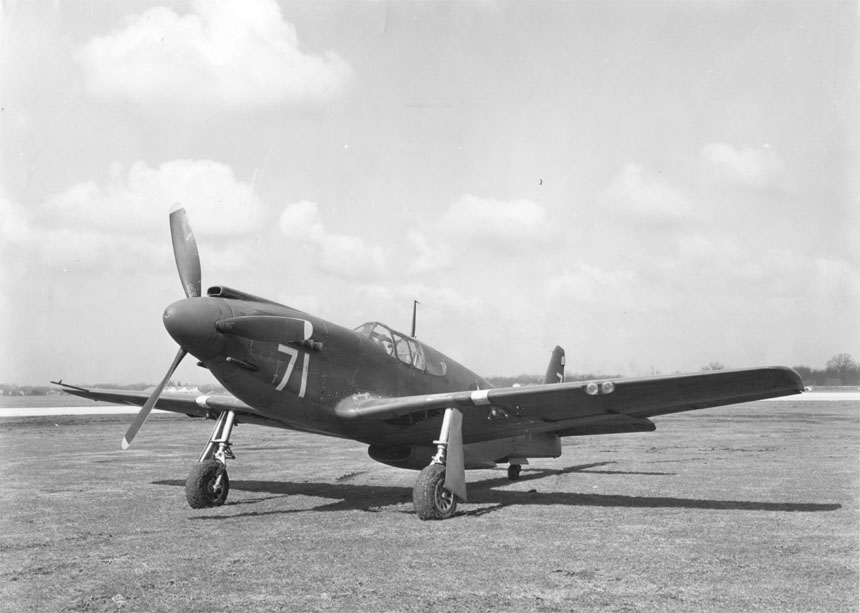
Chiếc A36 Apache

#### A-36 Apache/Invader

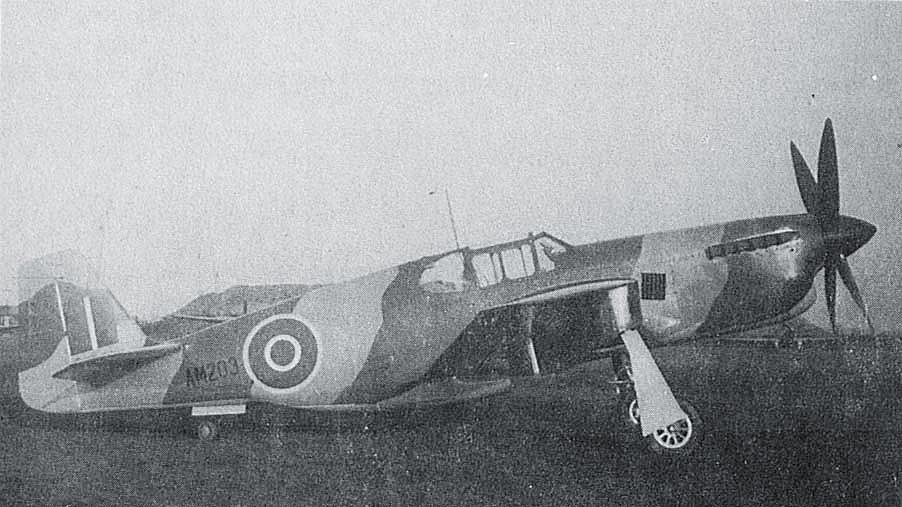
Chiếc Mustang Mk.X AM203

#### P-51B và P-51C

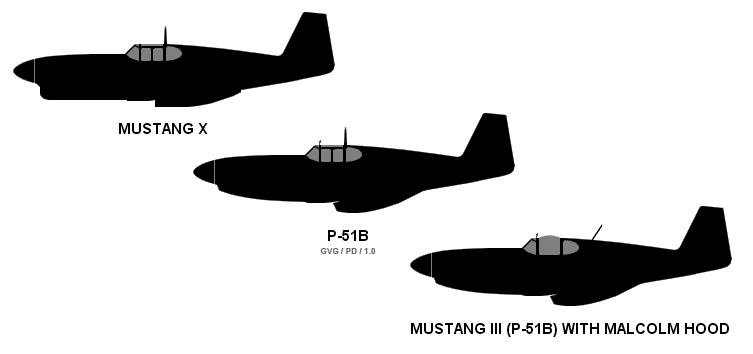
Sơ đồ Mustang X, P-51B và Mustang III (P-51B) với kiểu nóc buồng lái Malcolm

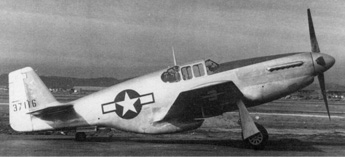
Chiếc P-51B-10-NA 43-7116 sẽ được chuyển cho Liên đội Tiêm kích 23 thuộc Không lực 14 tại Trung Quốc

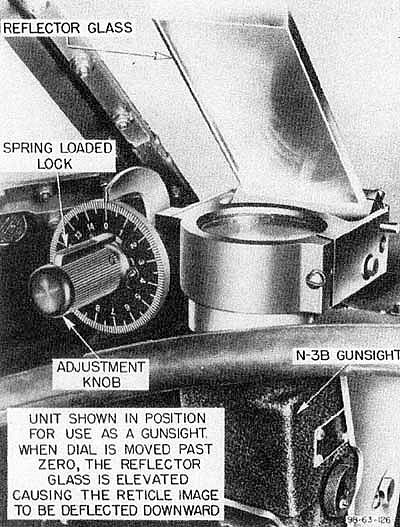
Bộ ngắm quang học N-3B có cụm đầu A-1, trong trường hợp này được trang bị cho một chiếc PBJ-1H.)

#### P-51D và P-51K

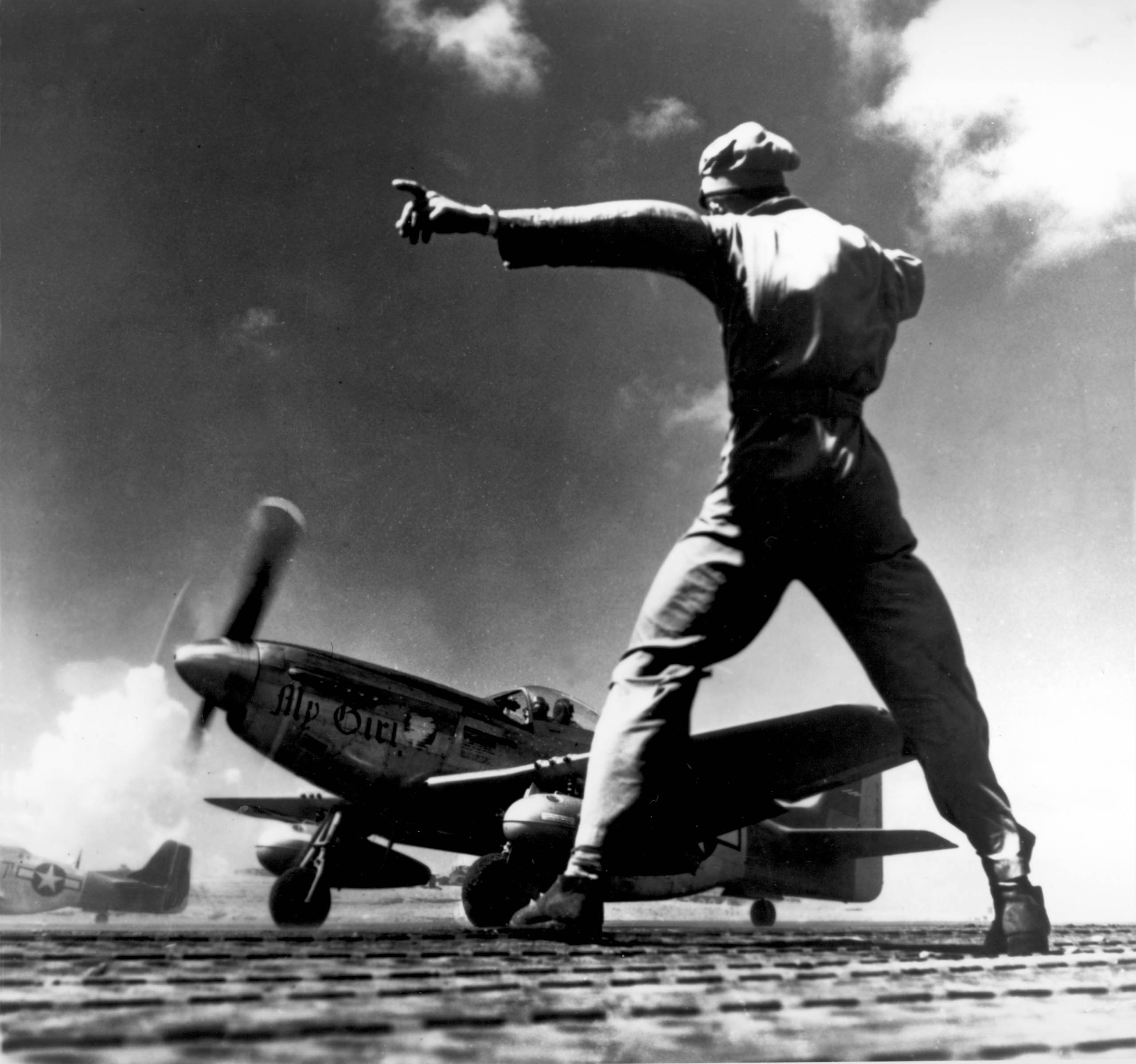
Chiếc P-51D My Girl cất cánh từ Iwo Jima. Từ căn cứ này, những chiếc máy bay tiêm kích đã hộ tống máy bay ném bom B-29 trong các phi vụ ném bom xuống Nhật Bản năm 1945.

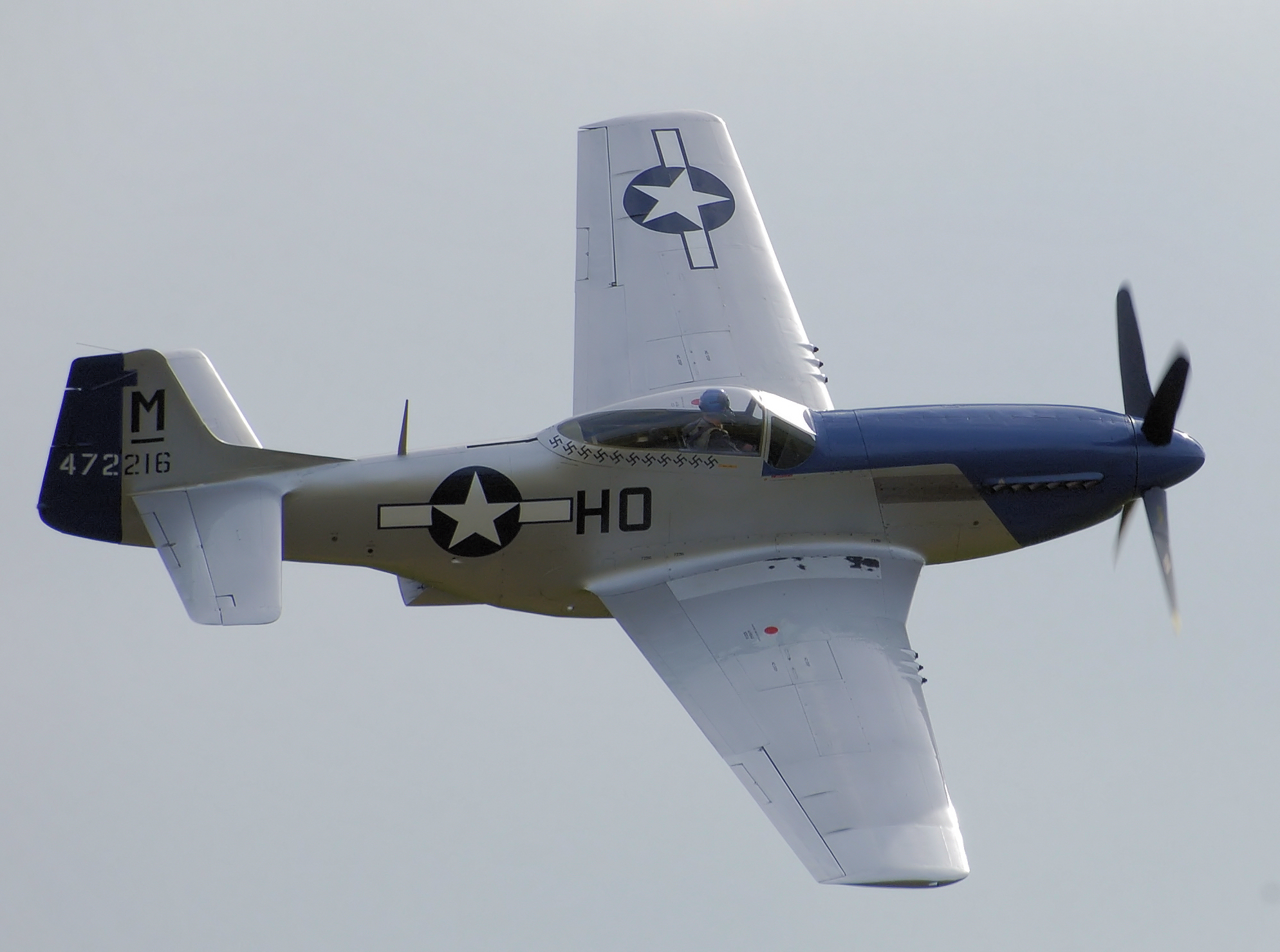
"Miss Helen", một chiếc P-51D sơn ký hiệu như trong thời gian chiến tranh, đang được Đại úy Raymond H. Littge thuộc Phi đội 487, Phi đoàn 352 bay trong một cuộc thao diễn hàng không vào năm 2007. Đây là chiếc P-51 nguyên thủy của Phi đoàn 352 cuối cùng còn lại.

#### P-51H

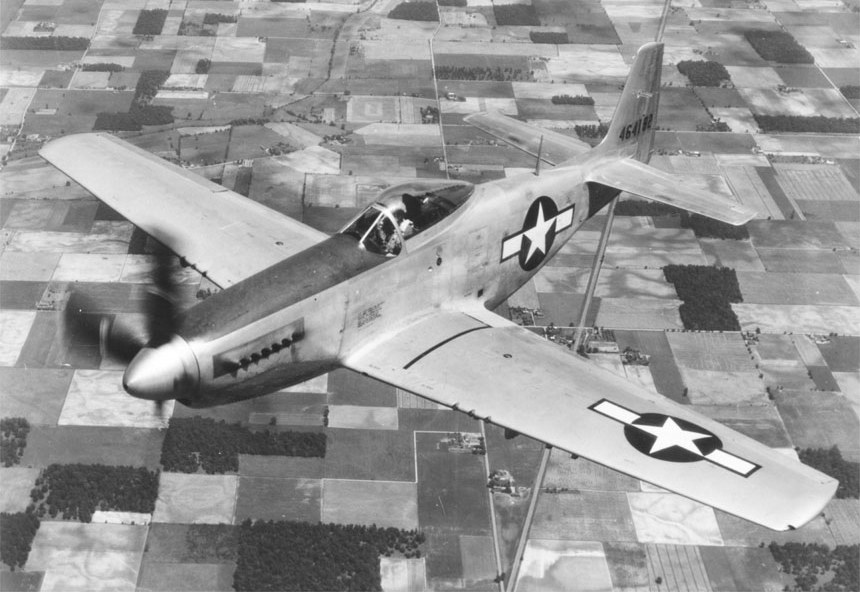
Chiếc P-51H đang bay

## Thiết kế và phát triển